# Camomila e Bem-me-quer
Camomila e Bem-me-quer foi uma telenovela brasileira produzida e exibida pela extinta Rede Tupi, entre 5 de outubro de 1972 e 23 de março de 1973. 
Foi escrita por Ivani Ribeiro e dirigida por Edson Braga, com supervisão de Carlos Zara. Em 1984, Ivani Ribeiro reescreveu a novela para a TV Globo, com um novo título, Amor com Amor Se Paga.
Dos 147 capítulos originariamente exibidos, apenas 3 foram preservados, estando atualmente sob a guarda da Cinemateca Brasileira.

## Sinopse
Numa cidade pequena vive seu Olegário (Gianfrancesco Guarnieri), um homem neurastênico e irritadiço, muitas vezes misterioso, beirando o tragicômico. Ele é um completo pão-duro: tranca a geladeira com cadeados, desliga a luz algumas vezes por semana e despeja, até nos filhos, sua avareza compulsiva e sórdida, pois é proibido repetir pratos às refeições. Sua maior preocupação na vida é economizar.
Olegário compartilha o cotidiano de sacrifícios constantes com os filhos, Tomás (Marcelo Picchi) e Elisa (Maria Isabel de Lizandra), e com a fiel empregada doméstica Frosina (Riva Nimitz), que há vinte anos suporta as suas mesquinharias. Mas o velho sovina está longe de ser pobre. Tem diversos imóveis que aluga, escondendo em sua casa um tesouro que ninguém sabe onde está, nem mesmo os filhos. O único que partilha seu segredo é o amigo Anselmo (Sílvio Rocha), um homem que nutre um amor platônico por Elisa.
O avesso de Olegário é o Tio Romão (Cláudio Corrêa e Castro), que chega à cidade sem revelar o seu passado. Fala doce, distribuindo chazinhos como puro pretexto, a fim de conversar com os moradores e lhes dar um pouco de calor humano. Seus chazinhos ficam conhecidos por toda a cidade, mas as pessoas se assustam com suas palavras certeiras. Alguns o consideram um santo; outros, um feiticeiro.
Tomás, filho de Olegário, é um jovem brincalhão que está sempre procurando descobrir o tesouro do pai. Sua irmã é uma jovem tímida e insegura, que se apaixona por Gustavo (Geraldo del Rey), o qual se aproxima da família a fim de dar o golpe do baú. Gustavo vai morar num quarto na casa de Judite (Jacyra Sampaio), inquilina de Olegário. Judite fornece salgadinhos para a rotisseria de Tito e Santuza, um casal com a relação em crise por causa do ciúme doentio desta.
A sobrinha de Olegário, Margarida (Nicette Bruno), só gosta de ser chamada de Margô. Ela é viúva e feminista, preocupada com o casamento da sua filha, Verinha (Lisa Vieira), com Bob (Adilson Vladimir), filho do conservador e machista Bruno (Juca de Oliveira), também viúvo. Bob se aborrece com os constantes desentendimentos entre o pai e a futura sogra. Os dois viúvos intransigentes têm gostos totalmente opostos, mas o mesmo temperamento difícil. Seus filhos se amam, porém têm que contornar os problemas causados pela difícil relação dos sogros.
O conflito maior que envolve esses personagens se dá quando Olegário resolve cortejar a jovem Mariana (Tereza Teller), que se vê obrigada a aceitar a proposta de casamento em troca do perdão da dívida de seus pais, o médico Vinícius (Serafim Gonzalez) e a dona de casa Helena (Carminha Brandão). É quando Tomás passa a disputar com o pai o amor da moça. O rude avarento torna-se mais doce e sensível quando "adota" o órfão Tatá (Haroldo Botta), um menino alegre e encantador que amolece o coração do velho com o laço afetivo que nasce entre os dois.
Para apaziguar todos os conflitos, o chá de camomila e bem-me-quer do Tio Romão é sempre servido em doses certas. Em meio a todas as histórias, Margô, Bruno, Olegário, Mariana e Tomás veem que, realmente, amor com amor se paga, com direito ao chá de camomila e bem-me-quer do Tio Romão.

## Elenco
- Gianfrancesco Guarnieri - Olegário Harpagão
- Nicette Bruno - Margarida (Margô)
- Juca de Oliveira - Bruno
- Cláudio Corrêa e Castro - Tio Romão
- Marcelo Picchi - Tomaz
- Tereza Teller - Mariana
- Riva Nimitz - Frosina
- Maria Isabel de Lizandra - Elisa
- Geraldo del Rey - Gustavo
- Lisa Vieira - Verinha
- Adilson Vladimir - Roberto (Bob)
- Serafim Gonzalez - Vinícius
- Carminha Brandão - Helena
- Edwin Luisi - Renato
- Bárbara Bruno - Isabel (Bel)
- Léa Camargo - Adelaide
- Sílvio Rocha - Anselmo
- Jacyra Sampaio - Judite
- Karin Rodrigues - Suzana
- Aldo César - Padre Inácio
- Deive Rose - Noêmia
- Sérgio Galvão - Irineu
- Nanci Rinaldi - Fanny
- Geny Prado - Duvige
- Sônia Teresa - Odete
- Haroldo Botta - Tatá

- Genésio Almeida Jr. - Carlito
- Abrahão Farc - Lula
- João José Pompeo - Giba
- Marilene de Carvalho